# Triumph Bonneville 790
La Triumph Bonneville 790 est une moto britannique conçue et construite à Hinckley, Leicestershire, par Triumph Motorcycles Ltd entre 2001 et 2007, date à partir de laquelle la cylindrée est passée à 865 cm3.

## Développement
Triumph a lancé la nouvelle Bonneville 15 ans après l'arrêt du modèle au Salon de la moto de Munich en septembre 2000, avec un moteur twin parallèle de 790 cm3 calé à 360 degrés. L’équipe de développement Triumph avait initialement conçu en avril 1997 un prototype appelé projet 9O8MD, une moto d'entrée de gamme de cylindrée moyenne destinée au marché de l’exportation. Une étude de marché démontra que l'héritage de Triumph constituait un facteur important pour les acheteurs étrangers. C'est pourquoi le directeur des exportations, Ross Clifford, décida de développer une configuration de moteur parallèle pouvant combiner les dernières technologies avec une architecture de moteur classique. À l'été 1997, le concept avait été validé et les équipes de conception châssis et moteurs commencèrent les travaux de développement. Le style de la nouvelle moto devait associer l'aspect historique à un cadre moderne. L’équipe partit d'une Bonneville T120 de 1969 entièrement restaurée et travailla à la conception tout au long de 1998. En août 1998, la première version modélisée complète en trois dimensions était achevée par les services des ventes et du marketing, ainsi que par les départements d’ingénierie. Le premier nouveau moteur Bonneville fut testé le 15 décembre 1998. Les prototypes de moteurs ont été utilisés pendant de longues périodes avant de s’engager dans la création d’outils de fabrication. À la fin 1998, l'équipe chargée du châssis avait achevé ses travaux sur le prototype. En mars 1999, le nouveau moteur fut utilisé pour la première fois sur le prototype châssis et les essais routiers à grande échelle commencèrent. Les six premières motos de développement ont été construites en juillet 1999. Quatre d'entre elles ont été principalement utilisées pour les essais de moteur et les deux autres pour les travaux de développement du châssis. En septembre 1999, les équipes des ventes et du marketing de Triumph achevèrent les derniers ajustements du style et des spécifications en vue de la production de la Bonneville. Les derniers tests se terminèrent en juillet 2000, bien avant le lancement chez les concessionnaires.

## Conception du moteur
Les cylindrées « traditionnelles » de 790 cm3 et même l'original 650 cm3 ont été envisagées avant que le 790 cm3 soit choisi. L'alésage de 86 mm a bien fonctionné avec la disposition à quatre soupapes par cylindre, tandis que les 68 mm de course ont permis l'utilisation de longues bielles qui aident à minimiser les vibrations secondaires, bien que les ingénieurs de Triumph aient également modifié les poids de l'arbre pour restaurer un peu des vibrations « caractéristiques ». Le designer David Stride a pu ajouter des détails qui ont rappelé l'aspect du modèle original, tels qu'un cylindre à ailettes, un tube fictif de poussoir (qui sert de reniflard d'huile de culasse) et des conduites d'huile internes pour créer une apparence nette. En plus des performances souhaitées à bas et moyen régime, le moteur est capable de 185 km/h. La puissance de pointe est de 61 ch à 7 400 tr/min avec un couple maximal de 60 N m à 3 500 tr/min, 90 % du couple disponible du moteur étant disponible à partir de 2 750 tr/min jusqu’à la zone rouge. Le moteur à double arbre à cames en tête au lieu des poussoirs de l'ancien modèle avait un refroidissement mixte, par air comme à l'origine associé à un radiateur d'huile monté sur le châssis garantissant des températures de fonctionnement constantes. L'entraînement de l'arbre à cames se faisait par chaîne entre les cylindres et intégrait un pignon fou qui permettait à la culasse de rester très compacte.

## Boîte de vitesses et partie cycle
La boîte de vitesses était l’éprouvée Triumph 955i, avec un embrayage humide à câble à cinq vitesses et inversé, avec la chaîne de transmission finale à droite au lieu de gauche. Cela permettait la disposition traditionnelle des twins Triumph avec un petit carter moteur triangulaire à droite et un carter d'embrayage plus grand à gauche. Au lieu de l’injection, l’équipe opta pour deux carburateurs Keihin de 36 mm avec réchauffeurs électriques pour faciliter le démarrage à froid et capteur de position du papillon associé à un allumage numérique pour optimiser la réponse du papillon. Les échappements jumeaux « peashooter » ont nécessité plus de temps que d'habitude pour leur conception et pour répondre aux exigences en matière d'émission de bruit, et un pli a été ajouté pour améliorer la garde au sol. Le moteur est solidement fixé sur le châssis en cinq points avec des contre-équilibreurs éliminant le besoin de supports en caoutchouc. La suspension était assurée par deux amortisseurs arrière Kayaba de 41 mm non réglables et une fourche télescopique Kayaba, avec un angle de 29 degrés, et 117 mm de débattement. Une roue avant de 19 pouces était compensée par une roue arrière de 17 pouces. L'empattement relativement long de 1 494 mm et une hauteur de selle de 775 mm confère à la nouvelle Bonneville l’aspect « fin » du modèle original.

## Évolutions
En 2004, le moteur a été mis à jour avec une finition noire. En 2007 la production du 790 cm3 Bonneville a pris fin lorsque la cylindrée du moteur a été augmentée à 865 cm3.

## Voir également
- Triumph Bonneville
- Triumph Bonneville T100